# پادیهام
latitudeپادیهامlongitudeپادیهام
پادیهام (به انگلیسی: Padiham) یک منطقهٔ مسکونی در انگلستان است که در شمال غربی انگلستان واقع شده‌است.

## نگارخانه

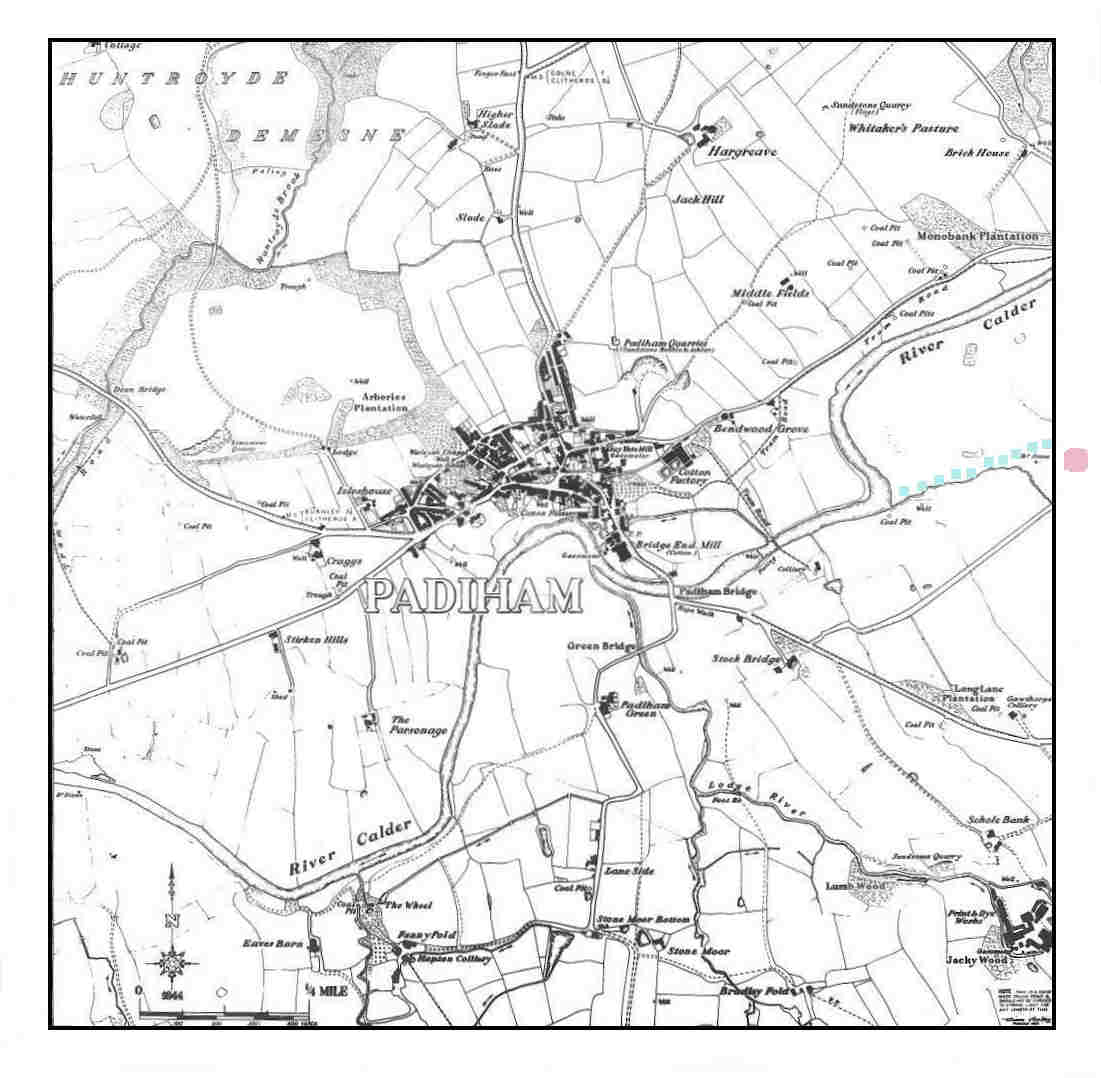
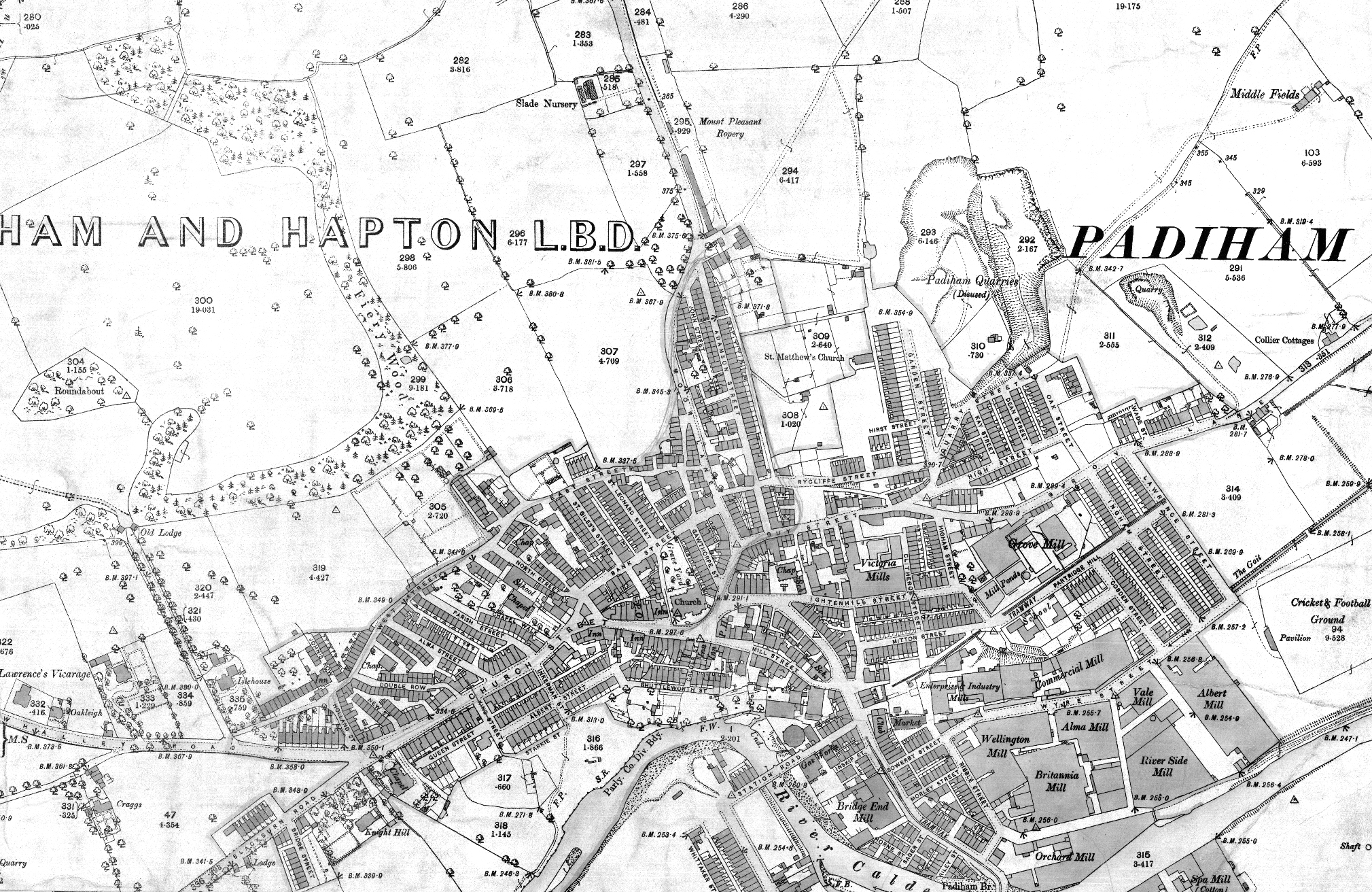

## خصوصیات

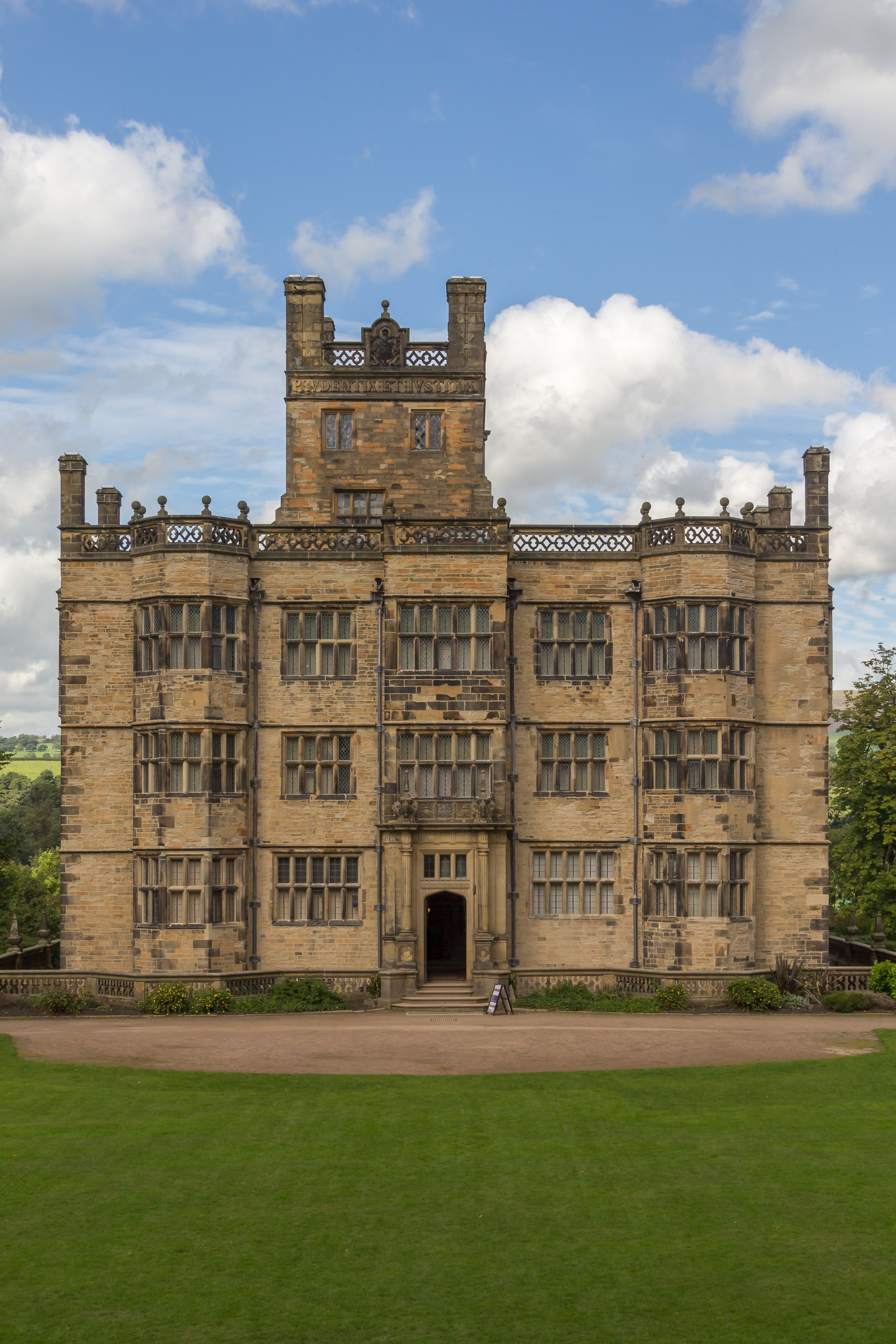
سالن گاوتورپ یک خانه روستایی متعلق به دوران الیزابت در سواحل رودخانه کالدر، در ایتن‌هیل در منطقه برنلی، لانکاشر انگلستان است. املاک آن به پادیهام امتداد می‌یابد و ورودی استاکبریج درایو در آنجا قرار دارد. این خانه به‌طور سنتی به رابرت اسمیتسون نسبت داده می‌شود. در اواسط قرن نوزدهم سالن توسط چارلز بری، معمار کاخ وست‌مینستر بازسازی شد. از سال ۱۹۵۳ این ساختمان به عنوان یک ساختمان در لیست بنای فهرست‌شده درجه یک تعیین شده است. در سال ۱۹۷۰ چهارمین لرد شاتل ورث سالن را با اجاره ای ۹۹ ساله به شورای شهرستان لانکاشر سپرد. هر دو نهاد به‌طور مشترک سالن را اداره می‌کنند و در سال ۲۰۱۵ شورا مبلغ ۵۰۰۰۰۰ پوند بودجه برای کارهای مرمت در ضلع جنوبی و غربی خانه فراهم کرد.

پادیهام ۸٬۹۹۸ نفر جمعیت دارد.